# バロン山崎
バロン 山崎（バロン やまざき、1971年8月5日 - ）は、日本の男性ナレーター、ラジオパーソナリティー、司会者、声優、e-sports MC。本名および旧芸名は山崎 剛（やまざき たけし）。
ダーナ・ワークス、ヴォイスガレージの2社と業務提携を結び、主にフリーランスで活動している。かつてはフリップアップ、エス・オー・プロモーションに所属していた。

## 来歴
茨城県出身。茨城キリスト教大学卒業。芸名のバロンは、2007年、J-WAVEのe-STATION GOLDに出演の際、声の良さから「貴族の末裔」という架空の設定を創出して「バロン・ヤマザキ」と名乗ったのが由来。

## 出演

### テレビアニメ
1999年
- おジャ魔女どれみ（客、渡部みちあき）

2005年
- 格闘美神 武龍（2005年 - 2006年、実況アナウンサー、アナウンサー、背広の男）- 2シリーズ

2006年
- プリンセス・プリンセス（先生〈担任〉、理事）
- 地獄少女（2006年 - 2008年、数学教師、担任、平石逸子の父）- 2シリーズ

2008年
- 熱走! 亀1グランプリ（水門博士）
- 美肌一族（リングアナ）
- 家庭教師ヒットマンREBORN!（バイシャナ）
- あかね色に染まる坂（艦長）

2011年
- 輪るピングドラム（古関アナウンサー、医師）

2012年
- 戦国コレクション（刀剣店の主人）

2013年
- NARUTO -ナルト- SD ロック・リーの青春フルパワー忍伝（キリン）
- ガイストクラッシャー（2013年 - 2014年、ハギー、ロード・バロン）

2014年
- ブラック・ブレット（医者、解説者）
- スペース☆ダンディ（DJ）
- ガールフレンド（仮）　(おじさん）

2016年
- うたの☆プリンスさまっ♪ マジLOVEレジェンドスター（マッスルファイトMC）

2017年
- ワールドフールニュースPART Ⅱ（渋川正臣)

2025年
- 出禁のモグラ（ナレーション）

### 劇場アニメ
- ヱヴァンゲリヲン新劇場版:破（2009年）
- 君の名は。（2016年）
- RE:cycle of the PENGUINDRUM [前編] 君の列車は生存戦略（2022年）

### OVA
- マリア様がみてる 3rdシーズン（2006年、由乃の父）

### Webアニメ
- あぐかる（2010年 - 2015年、デェ五郎） - 2シリーズ[一覧 3]
- 新世紀末 奴との遭遇（2013年、ナレーション）
- ガンダムブレイカー バトローグ（2021年、リングアナウンサー、アナウンス）

### ゲーム
- スカイ・クロラ イノセン・テイセス（2008年、ウシオ）
- サイキン恋シテル?（2009年、ジュリアン）
- 家庭教師ヒットマンREBORN!DS フェイトオブヒートIII 雪の守護者来襲!（2010年、バイシャナ）
- ガイストクラッシャー（2013年、ハギー[6]）

### パチスロ
- 政宗（2011年、ケイジ郎）

### ドラマCD
- 「雷神八系-ZANAM- ファム・ファタール 運命の女」CONCEPT CD内収録ショートドラマ 第0話「星の蒼さ」（2017年、ナレーション[7]）

### テレビ番組
ナレーション
- ハッピートラベラー ※BS日テレ
- FIGHTING TV サムライ※CS　土曜日担当
- NEW JAPAN ROAD
- シネ通 テレビ東京
- メイキングオブ白虎隊〜敗れざる者たち テレビ東京
- エキサイトランドTV ジャンバリ.TV
- 栗原類ハリウッドへの道 BeeTV
- FC東京ビバパラダイス J:com
- 着信御礼!ケータイ大喜利全国ツアー NHK

### ラジオ番組
- e-STATION GOLD（2007年4月 - 2007年9月、J-WAVE）
- sunday EX （InterFM）
- PIZZA-LA presents Cafe Buono! （2011年10月1日 - 2013年3月30日、湘南ビーチFM)
- PIZZA-LA presents Torattoria Buono!（2013年4月6日 - 、湘南ビーチFM)
- 日曜アートサロン和錆 （TOKYO FM）
- 土曜王国 （2012年10月 - 、LuckyFM茨城放送）[8]
- GOOD DAY 月曜日（FM-FUJI）
- 新日本プロレス presents プロレス聴こうぜ！（2021年4月3日 - 、LuckyFM茨城放送)

### 司会
- 東京ゲームショウ 2014
- 東京おもちゃショー 2012
- 東京モーターショウ 2011
- ジャンプフェスタ2011

### eスポーツMC
- EVO Japan2018
- 闘会議2018
- いきいき茨城ゆめ国体・いきいき茨城ゆめ大会エキシビションマッチ全国都道府県対抗ｅスポーツ選手権IBARAKI（茨城プレ大会）

### 煽りVTR
- 新日本プロレス（オープニングVTR 各試合煽りVTR）

### CM
- モバスト（ナレーション、アーノルド・シュワルツェネッガーの声）

## 記事掲載
2023年4月、『ラジオ番組表』 2023年春号（三才ブックス）の「第3回イチ推し番組DJランキング・ワイド番組部門」にて『土曜王国』が1位に選出され、廣瀬千鶴と共にインタビュー記事が掲載された。
ギャラクシー賞を選定している放送批評懇談会発行の雑誌『GALAC』にて、2023年12月度のラジオ部門月評に「土曜王国」が掲載された。バロンについては、リスナーが安心してついていきたくなる 佇まいがある、と評されている。

### シリーズ一覧
1. ↑  第1期（2005年 - 2006年）、第2期『REBIRTH』（2006年）
2. ↑  第2期『二籠』（2006年）、第3期『三鼎』（2008年）
3. ↑  第1期（2010年 - 2014年）、第2期『PLAY WITH IBARAKI編』（2014年 - 2015年）